# 1 000 kilomètres de Silverstone 2010
Les 1 000 kilomètres de Silverstone 2010 sont la 23e édition de l'épreuve et ont été remportées le 13 septembre 2009 par la N°1 du Team Peugeot Total de Nicolas Minassian et Anthony Davidson.
Cette course est aussi la première épreuve de l'Intercontinental Le Mans Cup 2010.

## Résultats
Voici le classement officiel au terme de la course.
- Les vainqueurs de chaque catégorie sont signalés par un fond jauni.
- Pour la colonne Pneus, il faut passer le curseur au-dessus du modèle pour connaître le manufacturier de pneumatiques.

| Pos    | Cat  | n°  | Equipe                  | Pilotes                                               | Châssis                              | Pneus | Tours |
| Pos    | Cat  | n°  | Equipe                  | Pilotes                                               | Moteur                               | Pneus | Tours |
| ------ | ---- | --- | ----------------------- | ----------------------------------------------------- | ------------------------------------ | ----- | ----- |
| 1      | LMP1 | 1   | Team Peugeot Total      | Nicolas Minassian Anthony Davidson                    | Peugeot 908 HDi FAP                  | M     | 170   |
| 1      | LMP1 | 1   | Team Peugeot Total      | Nicolas Minassian Anthony Davidson                    | Peugeot HDi 5.5 L Turbo V12 (Diesel) | M     | 170   |
| 2      | LMP1 | 4   | Team Oreca Matmut       | Nicolas Lapierre Stéphane Sarrazin                    | Peugeot 908 HDi FAP                  | M     | 170   |
| 2      | LMP1 | 4   | Team Oreca Matmut       | Nicolas Lapierre Stéphane Sarrazin                    | Peugeot HDi 5.5 L Turbo V12 (Diesel) | M     | 170   |
| 3      | LMP1 | 8   | Audi Sport Team Joest   | Rinaldo Capello Timo Bernhard                         | Audi R15+ TDI                        | M     | 170   |
| 3      | LMP1 | 8   | Audi Sport Team Joest   | Rinaldo Capello Timo Bernhard                         | Audi TDI 5.5 L Turbo V10 (Diesel)    | M     | 170   |
| 4      | LMP1 | 009 | Aston Martin Racing     | Sam Hancock Juan Barazi Stefan Mücke                  | Lola-Aston Martin B09/60             | M     | 167   |
| 4      | LMP1 | 009 | Aston Martin Racing     | Sam Hancock Juan Barazi Stefan Mücke                  | Aston Martin 6.0 L V12               | M     | 167   |
| 5      | LMP1 | 12  | Rebellion Racing        | Neel Jani Nicolas Prost                               | Lola B10/60                          | M     | 165   |
| 5      | LMP1 | 12  | Rebellion Racing        | Neel Jani Nicolas Prost                               | Rebellion (Judd) 5.5 L V10           | M     | 165   |
| 6      | LMP1 | 008 | Signature-Plus          | Pierre Ragues Franck Mailleux Vanina Ickx             | Lola-Aston Martin B09/60             | D     | 164   |
| 6      | LMP1 | 008 | Signature-Plus          | Pierre Ragues Franck Mailleux Vanina Ickx             | Aston Martin 6.0 L V12               | D     | 164   |
| 7      | LMP1 | 5   | Beechdean Mansell       | Greg Mansell Leo Mansell                              | Ginetta-Zytek GZ09S                  | D     | 161   |
| 7      | LMP1 | 5   | Beechdean Mansell       | Greg Mansell Leo Mansell                              | Zytek ZG458 4.5 L V8                 | D     | 161   |
| 8      | LMP2 | 42  | Strakka Racing          | Danny Watts Nick Leventis Jonny Kane                  | HPD ARX-01c                          | M     | 160   |
| 8      | LMP2 | 42  | Strakka Racing          | Danny Watts Nick Leventis Jonny Kane                  | HPD AL7R 3.4 L V8                    | M     | 160   |
| 9      | LMP2 | 40  | Quifel ASM Team         | Miguel Amaral Olivier Pla                             | Ginetta-Zytek GZ09SB/2               | D     | 160   |
| 9      | LMP2 | 40  | Quifel ASM Team         | Miguel Amaral Olivier Pla                             | Zytek ZG348 3.4 L V8                 | D     | 160   |
| 10     | LMP2 | 35  | Oak Racing              | Guillaume Moreau Richard Hein                         | Pescarolo 01                         | D     | 160   |
| 10     | LMP2 | 35  | Oak Racing              | Guillaume Moreau Richard Hein                         | Judd DB 3.4 L V8                     | D     | 160   |
| 11     | LMP1 | 11  | Drayson Racing          | Paul Drayson Jonny Cocker                             | Lola B09/60                          | M     | 157   |
| 11     | LMP1 | 11  | Drayson Racing          | Paul Drayson Jonny Cocker                             | Judd GV5.5 S2 5.5 L V10              | M     | 157   |
| 12     | LMP2 | 25  | RML                     | Mike Newton Ben Collins Thomas Erdos                  | Lola B08/80                          | D     | 157   |
| 12     | LMP2 | 25  | RML                     | Mike Newton Ben Collins Thomas Erdos                  | HPD AL7R 3.4 V8                      | D     | 157   |
| 13     | LMP2 | 30  | Racing Box              | Fabio Babini Fernando Geri Federico Leo               | Lola B09/80                          | M     | 153   |
| 13     | LMP2 | 30  | Racing Box              | Fabio Babini Fernando Geri Federico Leo               | Judd DB 3.4 L V8                     | M     | 153   |
| 14     | FLM  | 44  | DAMS                    | Jody Firth Warren Hughes                              | Oreca FLM09                          | M     | 152   |
| 14     | FLM  | 44  | DAMS                    | Jody Firth Warren Hughes                              | Corvette 6.2 L V8                    | M     | 152   |
| 15     | FLM  | 47  | Hope Polevision Racing  | Steve Zacchia Olivier Lombard Luca Moro               | Oreca FLM09                          | M     | 152   |
| 15     | FLM  | 47  | Hope Polevision Racing  | Steve Zacchia Olivier Lombard Luca Moro               | Corvette 6.2 L V8                    | M     | 152   |
| 16     | LMP2 | 24  | OAK Racing              | Jacques Nicolet Matthieu Lahaye                       | Pescarolo 01                         | D     | 151   |
| 16     | LMP2 | 24  | OAK Racing              | Jacques Nicolet Matthieu Lahaye                       | Judd DB 3.4 L V8                     | D     | 151   |
| 17     | FLM  | 48  | Hope Polevision Racing  | Nico Verdonck (en) Christophe Pillon Charlie Hollings | Oreca FLM09                          | M     | 151   |
| 17     | FLM  | 48  | Hope Polevision Racing  | Nico Verdonck (en) Christophe Pillon Charlie Hollings | Corvette 6.2 L V8                    | M     | 151   |
| 18     | LMP2 | 29  | Racing Box              | Piergiuseppe Perazzini Marco Cioci Luca Pirri (de)    | Lola B09/80                          | M     | 150   |
| 18     | LMP2 | 29  | Racing Box              | Piergiuseppe Perazzini Marco Cioci Luca Pirri (de)    | Judd DB 3.4 L V8                     | M     | 150   |
| 19     | LMP2 | 41  | Team Bruichladdich      | Karim Ojjeh Tim Greaves Thor-Christian Ebbesvik       | Ginetta-Zytek GZ09SB/2               | D     | 150   |
| 19     | LMP2 | 41  | Team Bruichladdich      | Karim Ojjeh Tim Greaves Thor-Christian Ebbesvik       | Zytek ZG348 3.4 L V8                 | D     | 150   |
| 20     | FLM  | 43  | DAMS                    | Alessandro Cicognani Andrea Barlesi Gary Chalandon    | Oreca FLM09                          | M     | 149   |
| 20     | FLM  | 43  | DAMS                    | Alessandro Cicognani Andrea Barlesi Gary Chalandon    | Corvette 6.2 L V8                    | M     | 149   |
| 21     | LMP2 | 39  | KSM                     | Lucas Ordóñez Jean de Pourtales (en) Jonathan Kennard | Lola B08/47                          | D     | 148   |
| 21     | LMP2 | 39  | KSM                     | Lucas Ordóñez Jean de Pourtales (en) Jonathan Kennard | Judd DB 3.4 L V8                     | D     | 148   |
| 22     | LMP1 | 20  | Team LNT                | Johnny Mowlem Anthony Burgess Chris McMurry           | Ginetta-Zytek GZ09S                  | D     | 148   |
| 22     | LMP1 | 20  | Team LNT                | Johnny Mowlem Anthony Burgess Chris McMurry           | Zytek ZG458 4.5 L V8                 | D     | 148   |
| 23     | GT2  | 96  | AF Corse                | Gianmaria Bruni Jaime Melo                            | Ferrari F430 GTC                     | M     | 147   |
| 23     | GT2  | 96  | AF Corse                | Gianmaria Bruni Jaime Melo                            | Ferrari 4.0 L V8                     | M     | 147   |
| 24     | GT2  | 75  | Prospeed Competition    | Marco Holzer Richard Westbrook                        | Porsche 911 GT3 RSR (997)            | M     | 147   |
| 24     | GT2  | 75  | Prospeed Competition    | Marco Holzer Richard Westbrook                        | Porsche 4.0 L Flat-6                 | M     | 147   |
| 25     | GT2  | 92  | JMW Motorsport          | Rob Bell Darren Turner                                | Aston Martin V8 Vantage GT2          | D     | 147   |
| 25     | GT2  | 92  | JMW Motorsport          | Rob Bell Darren Turner                                | Aston Martin 4.5 L V8                | D     | 147   |
| 26     | GT2  | 91  | CRS Racing              | Andrew Kirkaldy Tim Mullen                            | Ferrari F430 GTC                     | M     | 146   |
| 26     | GT2  | 91  | CRS Racing              | Andrew Kirkaldy Tim Mullen                            | Ferrari 4.0 L V8                     | M     | 146   |
| 27     | GT2  | 77  | Team Felbermayr Proton  | Marc Lieb Richard Lietz                               | Porsche 911 GT3 RSR (997)            | M     | 146   |
| 27     | GT2  | 77  | Team Felbermayr Proton  | Marc Lieb Richard Lietz                               | Porsche 4.0 L Flat-6                 | M     | 146   |
| 28     | GT2  | 76  | IMSA Performance Matmut | Patrick Pilet Raymond Narac                           | Porsche 911 GT3 RSR (997)            | M     | 145   |
| 28     | GT2  | 76  | IMSA Performance Matmut | Patrick Pilet Raymond Narac                           | Porsche 4.0 L Flat-6                 | M     | 145   |
| 29     | GT2  | 85  | Spyker Squadron         | Tom Coronel Peter Dumbreck                            | Spyker C8 Laviolette GT2-R           | M     | 145   |
| 29     | GT2  | 85  | Spyker Squadron         | Tom Coronel Peter Dumbreck                            | Audi 4.0 L V8                        | M     | 145   |
| 30     | GT2  | 78  | BMW Team Schnitzer      | Jörg Müller Dirk Werner                               | BMW M3 GT2 (E92)                     | D     | 145   |
| 30     | GT2  | 78  | BMW Team Schnitzer      | Jörg Müller Dirk Werner                               | BMW 4.0 L V8                         | D     | 145   |
| 31     | GT2  | 94  | AF Corse                | Luís Pérez Companc Matías Russo                       | Ferrari F430 GTC                     | M     | 145   |
| 31     | GT2  | 94  | AF Corse                | Luís Pérez Companc Matías Russo                       | Ferrari 4.0 L V8                     | M     | 145   |
| 32     | GT2  | 88  | Team Felbermayr-Proton  | Christian Ried Martin Ragginger (de) Romain Dumas     | Porsche 911 GT3 RSR (997)            | M     | 145   |
| 32     | GT2  | 88  | Team Felbermayr-Proton  | Christian Ried Martin Ragginger (de) Romain Dumas     | Porsche 4.0 L Flat-6                 | M     | 145   |
| 33     | FLM  | 45  | Boutsen Energy Racing   | Nicolas de Crem Dominik Kraihamer Bernard Delhez      | Oreca FLM09                          | M     | 141   |
| 33     | FLM  | 45  | Boutsen Energy Racing   | Nicolas de Crem Dominik Kraihamer Bernard Delhez      | Corvette 6.2 L V8                    | M     | 141   |
| 34     | GT2  | 99  | Gulf Team First         | Fabien Giroix Roald Goethe                            | Lamborghini Gallardo LP560 GT2       | D     | 135   |
| 34     | GT2  | 99  | Gulf Team First         | Fabien Giroix Roald Goethe                            | Lamborghini 5.2 L V10                | D     | 135   |
| 35     | GT2  | 95  | AF Corse                | Giancarlo Fisichella Toni Vilander Jean Alesi         | Ferrari F430 GTC                     | M     | 134   |
| 35     | GT2  | 95  | AF Corse                | Giancarlo Fisichella Toni Vilander Jean Alesi         | Ferrari 4.0 L V8                     | M     | 134   |
| 36     | GT2  | 90  | CRS Racing              | Phil Quaife Pierre Ehret Pierre Kaffer                | Ferrari F430 GTC                     | M     | 134   |
| 36     | GT2  | 90  | CRS Racing              | Phil Quaife Pierre Ehret Pierre Kaffer                | Ferrari 4.0 L V8                     | M     | 134   |
| 37     | LMP1 | 13  | Rebellion Racing        | Andrea Belicchi Jean-Christophe Boullion              | Lola B10/60                          | M     | 133   |
| 37     | LMP1 | 13  | Rebellion Racing        | Andrea Belicchi Jean-Christophe Boullion              | Rebellion (Judd) 5.5 L V10           | M     | 133   |
| 38     | GT1  | 50  | Larbre Compétition      | Gabriele Gardel Patrice Goueslard Fernando Rees       | Saleen S7-R                          | M     | 131   |
| 38     | GT1  | 50  | Larbre Compétition      | Gabriele Gardel Patrice Goueslard Fernando Rees       | Ford 7.0 L V8                        | M     | 131   |
| 39     | FLM  | 46  | JMB Racing              | Peter Kutemann Maurice Basso John Hartshone           | Oreca FLM09                          | M     | 130   |
| 39     | FLM  | 46  | JMB Racing              | Peter Kutemann Maurice Basso John Hartshone           | Corvette 6.2 L V8                    | M     | 130   |
| 40     | LMP2 | 27  | Race Performance        | Michel Frey Pierre Bruneau Marc Rostan                | Radical SR9                          | D     | 124   |
| 40     | LMP2 | 27  | Race Performance        | Michel Frey Pierre Bruneau Marc Rostan                | Judd DB 3.4 L V8                     | D     | 124   |
| 41 NC  | LMP2 | 31  | RLR Msport              | Barry Gates Rob Garofall Simon Phillips               | MG-Lola EX265                        | D     | 141   |
| 41 NC  | LMP2 | 31  | RLR Msport              | Barry Gates Rob Garofall Simon Phillips               | AER P07 2.0 L Turbo I4               | D     | 141   |
| 42 NC  | LMP1 | 007 | Aston Martin Racing     | Adrián Fernández Harold Primat Andy Meyrick           | Lola-Aston Martin B09/60             | M     | 131   |
| 42 NC  | LMP1 | 007 | Aston Martin Racing     | Adrián Fernández Harold Primat Andy Meyrick           | Aston Martin 6.0 L V12               | M     | 131   |
| 43 DNF | GT2  | 89  | Hankook Team Farnbacher | Dominik Farnbacher Allan Simonsen                     | Ferrari F430 GTC                     | H     | 44    |
| 43 DNF | GT2  | 89  | Hankook Team Farnbacher | Dominik Farnbacher Allan Simonsen                     | Ferrari 4.0 L V8                     | H     | 44    |
| 44 DNF | LMP1 | 7   | Audi Sport Team Joest   | Tom Kristensen Allan McNish                           | Audi R15+ TDI                        | M     | 15    |
| 44 DNF | LMP1 | 7   | Audi Sport Team Joest   | Tom Kristensen Allan McNish                           | Audi TDI 5.5 L Turbo V10 (Diesel)    | M     | 15    |
| 45 DNF | LMP2 | 36  | Pegasus Racing          | Julien Schell Frédéric de Rocha                       | Courage-Oreca LC75                   | D     | 2     |
| 45 DNF | LMP2 | 36  | Pegasus Racing          | Julien Schell Frédéric de Rocha                       | AER P07 2.0 L Turbo I4               | D     | 2     |